# Клайн-Эльза
Клайн-Э́льза или Во́лешница (нем. Klein-Oelsa; в.-луж. Wolešnicaо файле) — деревня в Верхней Лужице, Германия. Входит в состав коммуны Боксберг района Гёрлиц в земле Саксония. Подчиняется административному округу Дрезден.

## География
Находится в южной части района Лужицких озёр на границе с биосферным заповедником «Пустоши и озёра Верхней Лужицы». Через деревню с юга на север проходит автомобильная дорога К 8472 и на севере — железнодорожная линия Хойерсверда — Хорка, которая является границей, отделяющей деревню от соседнего села Клиттен.
Соседние населённые пункты: на севере — деревня Клетно, на востоке — деревня Радшовк, на юго-востоке — деревни Цымпл и Турё, на западе — деревня Кошла и на северо-западе — деревня Ямно.

## История
Впервые упоминается в 1419 году под наименованием Olsen parva.
С 1938 по 2009 года входила в коммуну Клиттен. С 2009 года входит в состав современной коммуны Боксберг.
В настоящее время деревня входит в состав культурно-территориальной автономии «Лужицкая поселенческая область», на территории которой действуют законодательные акты земель Саксонии и Бранденбурга, содействующие сохранению лужицких языков и культуры лужичан.
Исторические немецкие наименования
- Olsen parva, 1419
- Olsenicz, Oelsen, 1452
- Olsse, 1533
- Ollse, 1545
- Kleinölßa, 1792
- Oelbrück, 1936—1947

## Население
Официальным языком в населённом пункте, помимо немецкого, является также верхнелужицкий язык.
Согласно статистическому сочинению «Dodawki k statisticy a etnografiji łužickich Serbow» Арношта Муки в 1884 году в деревне проживало 140 человек (из них — 135 серболужичан (83 %)).
| 1825 | 1871 | 1885 | 1905 | 1925 | 1946 | 1950 | 2011 |
| ---- | ---- | ---- | ---- | ---- | ---- | ---- | ---- |
| 139  | 164  | 141  | 174  | 166  | 55   | 60   | 156  |